# Primera División 1967 (Chili)
In 1967 werd het 35ste seizoen gespeeld van de Primera División, de hoogste voetbalklasse van Chili. Universidad de Chile werd kampioen.  

## Eindstand
| Plaats | Club                 | Wed. | W  | G  | V  | Saldo | Ptn. |
| ------ | -------------------- | ---- | -- | -- | -- | ----- | ---- |
| 1      | Universidad de Chile | 34   | 25 | 6  | 3  | 81:33 | 56   |
| 2      | Universidad Católica | 34   | 17 | 10 | 7  | 68:48 | 44   |
| 3      | Colo-Colo            | 34   | 16 | 9  | 9  | 74:51 | 41   |
| 4      | Unión Española       | 34   | 16 | 6  | 12 | 74:56 | 38   |
| 5      | Magallanes           | 34   | 12 | 14 | 8  | 55:45 | 38   |
| 6      | Huachipato (P)       | 34   | 11 | 13 | 10 | 56:50 | 35   |
| 7      | Deportes La Serena   | 34   | 9  | 16 | 9  | 45:44 | 34   |
| 8      | Unión San Felipe     | 34   | 11 | 12 | 11 | 41:55 | 34   |
| 9      | Santiago Morning     | 34   | 12 | 9  | 13 | 55:58 | 33   |
| 10     | Audax Italiano       | 34   | 9  | 15 | 10 | 50:54 | 33   |
| 11     | O'Higgins            | 34   | 9  | 13 | 12 | 53:53 | 31   |
| 12     | Palestino            | 34   | 8  | 13 | 13 | 47:49 | 29   |
| 13     | Santiago Wanderers   | 34   | 7  | 15 | 12 | 37:45 | 29   |
| 14     | Everton              | 34   | 8  | 13 | 13 | 47:63 | 29   |
| 15     | Green Cross-Temuco   | 34   | 10 | 8  | 16 | 47:63 | 28   |
| 16     | Rangers              | 34   | 7  | 13 | 14 | 40:54 | 27   |
| 17     | Unión La Calera      | 34   | 9  | 9  | 16 | 44:72 | 27   |
| 18     | San Luis             | 34   | 7  | 12 | 15 | 29:50 | 26   |

|     | Kampioen, gekwalificeerd voor Copa Libertadores 1968 |
|     | Gekwalificeerd voor Copa Libertadores 1968           |
|     | Degradatie                                           |
| (P) | Promovendus                                          |